# 印度脆餅
印度脆餅是一種油炸食品，由源自於印度次大陸的全麥麵粉所製成。 可以作為早餐、零食或便餐食用。印度脆餅通常與鹹味咖哩一起食用，但也可以與甜食一起食用。

## 製作過程
印度脆餅通常是用全麥麵粉或粗小麥粉製成的。而麵團則會做成小圓圈，並在酥油或植物油中油炸。油炸時，印度脆餅會像圓球一樣膨脹，因為麵團中的水分會向各個方向膨脹。當脆餅呈金黃色時，就可以趁熱食用或保存了。